# Bolsa de Casablanca
La Bolsa de Casablanca (en francés: La Bourse de Casablanca; en árabe: بورصة الدار البيضاء) Fue fundada en 1929. Es la tercera bolsa más antigua de África. A 2007, tiene 71 compañías cotizando, con una capitalización de 77 000 millones de dólares.

## Historia
Desde su creación en 1929, la Bolsa de Casablanca ha sufrido varias reformas durante su existencia, tanto jurídicas como técnicas, hasta llegar a lo que es hoy. La Bolsa de Casablanca se ha adaptado al cambiante mundo de los mercados.
Así, la Bolsa de Casablanca ha adoptado nuevas tecnologías y las cotizaciones ya no se realizan a viva voz sino por vía electrónica.
Este nuevo sistema se introdujo en 1997. Inicialmente, sólo se utilizaron cuatro valores como prueba. Tras ser esta última concluyente, se procedió a la migración de todos los valores a este tipo de operación en junio de 1998. A principios de 2008, la Bolsa de Casablanca pasó al sistema de cotización NSC V900, el mismo sistema utilizado por Euronext.
En 2008, la Bolsa de Casablanca se convirtió en el segundo centro financiero más importante del continente africano después de Johannesburgo y por delante de El Cairo. El volumen medio de negociación diario supera los 100 millones de euros y la capitalización bursátil a mediados de julio de 2008 asciende a más de 67.000 millones de euros.
En 2014, los volúmenes negociados alcanzaron aproximadamente 10 millones de euros diarios.